# Fisto (Spiazzo)
Fisto è una frazione del comune di Spiazzo in provincia autonoma di Trento. A pochi metri si trova il piccolo abitato di Ches, dove parte la strada che porta sul Passo Daone e a Montagne.

## Storia
Fisto è stato un comune italiano istituito nel 1920 in seguito all'annessione della Venezia Tridentina al Regno d'Italia. Nel 1928 è stato aggregato per decreto ai comuni di Borzago e Mortaso per creare il nuovo comune di Spiazzo.